# Cataulacus bequaerti
Cataulacus bequaerti é uma espécie de formiga do gênero Cataulacus, pertencente à subfamília Myrmicinae.